# Войта, Вацлав
Ва́цлав Во́йта (чеш. Václav Vojta; 12 июля 1917 — 12 сентября 2000) — чешский невролог и детский невролог, разработчик методов Войта-диагностики и Войта-терапии, названных в честь него.

## Биография
Родился 12 июля 1917 года в селе Мокросуки, Богемия (Австро-Венгрия, ныне Чешская Республика). Изучал медицину в Карловом университете в Праге, где получил медицинскую специальность в области неврологии и детской неврологии. После окончания университета, возглавлял отделение детской неврологии.
После событий весны 1968 года В. Войта вместе со своей семьёй эмигрировал в ФРГ. С осени 1968 года начал работать научным сотрудником в Ортопедической клинике Кёльнского университета (нем. Uniklinik Köln), где получил возможность продолжить свои кинесиологические клинические исследования и разработки, а также организовать диагностические курсы для врачей и курсы терапии для физиотерапевтов. С 1975 года В. Войта работал в Мюнхенском детском центре, где возглавлял отделение реабилитации, был заместителем директора центра доктора Теодора Хелльбрюгге (нем. Theodor Hellbrügge).
После падения коммунистического режима в Чехословакии В. Войта прошёл процедуру хабилитации и стал профессором детской неврологии и реабилитации в Карловом университете в Праге. После выхода на пенсию в 1995 году и незадолго до своей смерти продолжал врачебную практику и научные исследования, занимался преподавательской деятельностью.

## Достижения
В. Войта внёс большой вклад в развитие педиатрической диагностики. Так называемая Войта-диагностика включает в себя комплексную оценку спонтанной моторики, реакций на изменение положения тела (постуральная реактивация) и рефлексологии. Используется для раннего обнаружения нарушений двигательного (моторного) развития младенцев и детей младшего возраста. В настоящее время используется во всём мире.
Также широкое распространение получили методы Войта-терапии, разработанные им в 1950—1970 годы и названные в его честь. При поиске способов лечения детей с церебральным парезом В. Войта обнаружил, что на определённые раздражения в определённых положениях тела дети отвечают повторяющимися двигательными реакциями туловища и конечностей. С помощью регулярных раздражений, при соблюдении заданных исходных положений и точек раздражения, происходила активация двигательных рефлексов (рефлекторная локомоция), и дети, страдающие церебральным парезом, после этого могли отчётливее говорить и после некоторого периода времени — увереннее вставать и ходить. Рефлекторная локомоция легла в основу Войта-терапии. В. Войта также преподавал курсы по Войта-диагностике для врачей, а для физиотерапевтов — курсы по Войта-терапии для новорождённых, детей и взрослых с нарушениями моторики.
В 1984 году в Мюнхене В. Войта основал «сообщество Вацлава Войты» (нем. Václav Vojta Gesellschaft e.V. (VVG)), переименованное в 1994 году в «Международное сообщество имени Войта» (нем. Internationale Vojta Gesellschaft e.V. (IVG)), в рамках которого были объединены специалисты физиотерапии и медицины для продвижения и обучению методам Войта-диагностики и Войта-терапии для детей и взрослых.

## Труды
В. Войта опубликовал более 100 научных работ, включая монографии и учебники. Некоторые избранные работы:
- Václav Vojta. Die zerebralen Bewegungsstörungen im Säuglingsalter — Frühdiagnose und Frühtherapie, 7., überarbeitete und erweiterte Auflage, Hippokrates Verlag, 2007
- Václav Vojta, Annegret Peters. Das Vojta-Prinzip, 3. Auflage, Springer Heidelberg 2007

После его смерти в 2009 году вышла его совместная с Эдит Швайцер (нем. Edith Schweizer) монография по развитию моторики:
- Václav Vojta, Edith Schweizer. Die Entdeckung der idealen Motorik, Pflaum-Verlag

## Награды и звания
Государственные награды ФРГ:
- Орден «За заслуги перед Федеративной Республикой Германия»[6]

Государственные награды Чехии:
- Орден «За Заслуги» I степени (чеш. Medaile Za zásluhy, октябрь 2000, посмертно)

Общественно-научные награды и звания:
- Премия Генриха Гейне, высшая степень отличия Немецкого общества ортопедии (нем. Deutsche Gesellschaft für Orthopädie und Orthopädische Chirurgie, 1974)[7]
- Медаль «Растём вместе» (нем. «Miteinander wachsen») некоммерческого партнёрства Aktion Sonnenschein (1979)
- Премия Эрнста фон Бергманна Федеральной ассоциации врачей (1983, «за повышение квалификации врачей»)
- Медаль фон Пфаундлера Профессиональной ассоциации педиатров (1990, «за повышение квалификации врачей-педиатров»)
- Почётный профессор католической медицинской коллегии в Сеуле (Корея, 1994)
- хабилитация и должность профессора неврологии и детской неврологии в Карловом университете, Прага (1996)
- Премия Теодора Хелльбрюгге некоммерческого партнёрства Aktion Sonnenschein (1999)